# Patrick O'Brian
Patrick O'Brian (Buckinghamshire, Inglaterra, 12 de diciembre de 1914 - Dublín, Irlanda, 2 de enero de 2000) fue un novelista y traductor británico, conocido por la serie de novelas Aubrey-Maturin, ambientadas en la Marina Real Británica durante las Guerras Napoleónicas y centrada en la amistad entre el capitán inglés Jack Aubrey y el cirujano, naturalista y agente secreto hispano-irlandés Stephen Maturin. Las veinte novelas de la serie, la primera de las cuales es Capitán de mar y guerra, se caracterizan por el nivel de detalle y documentación con el que es retratada la vida en el siglo XIX, así como su prosa auténtica y evocativa.

## Biografía
De nacimiento Richard Patrick Russ. En 1998, unos periodistas británicos descubrieron que O'Brian no había nacido en Irlanda, como él sostenía, sino en Chalfont St. Peter, Buckinghamshire y que era hijo de un médico de origen alemán, mientras que su madre era inglesa de ascendencia irlandesa. La biografía de Dean King, O'Brian: A Life Revealed documenta la compleja personalidad y la vida de este enigmático escritor.

## Carrera literaria
O'Brian publicó dos novelas, una recopilación de cuentos y varios cuentos sueltos bajo su verdadero nombre, Richard Patrick Russ. Escribió su primer libro a los 12 años (fue publicado tres años más tarde, en 1930). En agosto de 1945, cambió legalmente su nombre por el de Patrick O'Brian. En la década de 1950, escribió tres obras para jóvenes, The Road to Samarcand, The Golden Ocean y The Unknowon Shore. Los dos últimas se basaban en los hechos sucedidos durante la circunnavegación de George Anson en los años 1740-1743. Aunque escritas muchos años antes que la serie de Aubrey-Maturin, sus protagonistas -Jack Byron y Tobias Barrow- son claramente antecedentes de Aubrey y Maturin.
Además de novelas históricas, O'Brian escribió tres novelas literarias, seis recopilaciones de cuentos y una historia de la Royal Navy para jóvenes. Asimismo, escribió un detallada biografía de Sir Joseph Banks, un destacado científico de finales del siglo XVIII y principios del XIX, gran impulsor de la colonización de Australia. También publicó una biografía de Picasso que constituye un detallado estudio sobre el pintor, a quien había conocido en Collioure, localidad francesa donde Picasso residió algún tiempo.
O'Brian fue asimismo un respetado traductor del francés. Entre las obras que tradujo se encuentra la novela Papillon, de Henri Charrière; la biografía de De Gaulle escrita por Jean Lacouture; y varias obras de Simone de Beauvoir.

## Obras

### Serie deAubrey-Maturin
1. Capitán de mar y guerra (Master and Commander, 1970), Edhasa
2. Capitán de navío (Post Captain, 1972), Edhasa
3. La fragata Surprise (HMS Surprise, 1973), Edhasa
4. Operación Mauricio (The Mauritius Command, 1977), Edhasa
5. Isla Desolación (Desolation Island, 1978), Edhasa
6. Episodios de una guerra (The Fortune of War, 1979), Edhasa
7. El ayudante del cirujano (The Surgeon's Mate, 1980), Edhasa
8. Misión en Jonia (The Ionian Mission, 1981), Edhasa
9. El puerto de la traición (Treason's Harbour, 1983), Edhasa
10. La costa más lejana del mundo (The Far Side of the World, 1984), Edhasa
11. El reverso de la medalla (The Reverse of the Medal, 1986), Edhasa
12. La patente de corso (The Letter of Marque, 1988), Edhasa
13. Trece salvas de honor (The Thirteen Gun Salute, 1989), Edhasa
14. La goleta Nutmeg (The Nutmeg of Consolation, 1991), Edhasa
15. Clarissa Oakes, polizón a bordo (Clarissa Oakes, 1992), Edhasa
16. Un mar oscuro como el oporto (The Wine-Dark Sea, 1993), Edhasa
17. El comodoro (The Commodore, 1994), Edhasa
18. Almirante en tierra (The Yellow Admiral, 1996), Edhasa
19. Los cien días (The Hundred Days, 1998), Edhasa
20. Azul en la mesana (Blue at the Mizzen, 1999), Edhasa
21. The Final Unfinished Voyage of Jack Aubrey (2004), no publicada en español

### Otras novelas
En negrita las obras traducidas al español.
- César, el panda-leopardo (Caesar, 1930), Edhasa
- Wang Khan of the Elephants (1933)
- Hussein, An Entertainment (1938)
- Testimonies (1952) (Three Bear Witness en Inglaterra)
- Los Catalanes (1953) (The Frozen Flame en Inglaterra) Edhasa
- The Road to Samarcand (1954), novela juvenil
- Contra viento y marea (The Golden Ocean, 1956), novela juvenil, Edhasa
- La costa desconocida (The Unknown Shore, 1959), novela juvenil, Edhasa
- Richard Temple (1962)

### Relatos cortos
- Beasts Royal (1934)
- The Last Pool and Other Stories (1950)
- The Walker and Other Stories (1955)
- Lying in the Sun and Other Stories (1956)
- The Chian Wine and Other Stories (1974)
- Collected Short Stories (1994)

### No ficción
- Hombres de mar y guerra. La armada en tiempos de Nelson (Men-of-War: Life in Nelson's Navy, 1974), Edhasa
- Picasso (Pablo Ruiz Picasso: A Biography, 1976), Noguer
- Joseph Banks: A Life (1987)

### Traducciones del autor
- Papillon, de Henri Charrière (1970)
- Banco: The further adventures of Papillon, de Henri Charrière (2ª parte de Papillon)
- Works, de Simone de Beauvoir